# شارل إيميديه فيليب فان لو
شارل إيميديه فيليب فان لو (بالفرنسية: Charles Amédée Philippe van Loo)؛ (25 أغسطس 1719 - 15 نوفمبر 1795)، رسام فرنسي وأمثولة في فن البورتريهات.
درس تحت يدي أبيه جان بابتيست فان لو في تورينو وروما، حيث فاز في 1738 بـ«جائزة روما» Prix de Rome، ثم وفي مدينة آزو بروفانس Aix-en-Provence، قبل عودته إلى باريس في 1745.
دعي للانضمام إلى الأكاديمية الملكية للرسم والنحت في باريس Académie royale de peinture et de sculpture ، وفي تلك السنة تزوج من قريبته ماري مارغريت ليبرون وهي ابنة الرسام ميشيل ليبرو (توفي في 1753).
من بين إخوته كان الرسام فرانسوا فان لو (1708–1732) وميشيل فان لو (1707–1771).

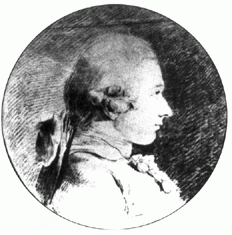
بورتريه لماركيز دي ساد من رسم شارل إيمديه فيليب فان لو (1761) اللوحة الوحيدة التي تموضع دى ساد لرسمها
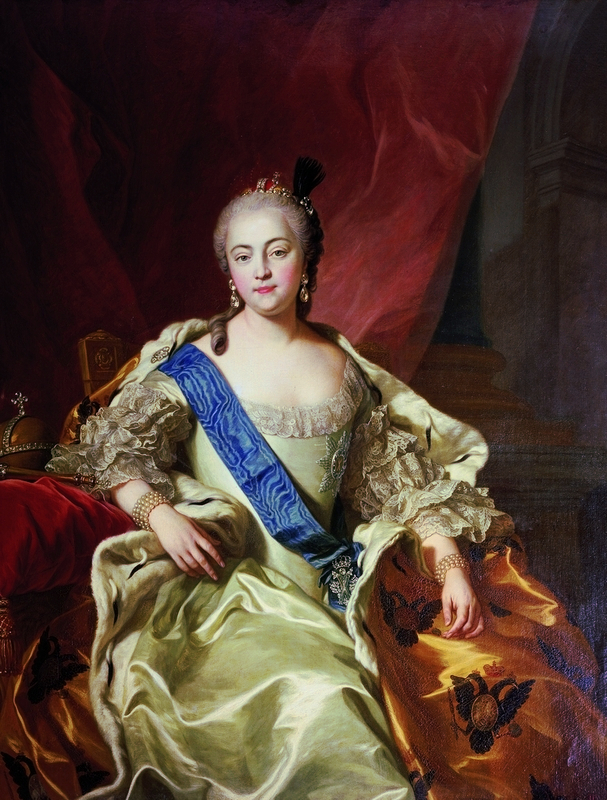
بورتريه للإمبراطورة إليزافيتا بيتروفنا إمبراطورة روسيا من رسم شارل إيمديه فيليب فان لو

## وصلات خارجية
- المزيد من أعماله